# Lasiocaryum trichocarpum
Lasiocaryum trichocarpum är en strävbladig växtart som först beskrevs av Handel-mazzetti, och fick sitt nu gällande namn av Ivan Murray Johnston. Lasiocaryum trichocarpum ingår i släktet Lasiocaryum och familjen strävbladiga växter. Inga underarter finns listade i Catalogue of Life.